# Aline (filme)
Aline (bra: Aline - A Voz do Amor) é um filme de comédia dramática franco-canadense de 2021 dirigido e estrelado por Valérie Lemercier. É uma ficção livremente inspirada na vida da cantora Celine Dion.

## Sinopse
No final da década de 1960, Aline (inspirada em Céline Dion) nasceu em Quebec, a décima quarta e última filha de Sylvette e Anglomard Dieu. Nesta família onde a música reina, Aline descobre um verdadeiro talento para o canto. O produtor musical Guy-Claude (inspirado em René Angélil), ao ouvir essa voz magnífica, tem apenas uma ideia em mente, fazer de Aline a maior cantora do mundo. Entre o apoio de sua família e seu amor por Guy-Claude, descubra como essa garota de Quebec se tornou a maior estrela internacional da música.

## Elenco
- Valérie Lemercier ... Aline Dieu
- Sylvain Marcel ... Guy-Claude Kamar, produtor e marido de Aline
- Danielle Fichaud ... Sylvette, mãe de Aline
- Roc LaFortune ... Anglomard, pai de Aline
- Antoine Vézina ... Jean-Bobin Dieu
- Pascale Desrochers ... Jeannette Dieu
- Jean-Noël Brouté ... Fred
- Sonia Vachon ... Martine Lévêque
- Victor Boccard ... René-Charles Dieu
- Martine Fontaine... Antoinette Dieu
- Véronique Baylaucq ... Blandine
- Caroline Rabaliatti ... Bernadette Dieu
- Denis Lefrançois .... Jean-Claudin Dieu
- Laurent Bariteau .... Jean-Damien Dieu

## Lançamento
A Gaumont divulgou o pôster e o trailer oficial de Aline em setembro de 2020. O filme teve sua pré-estreia em julho de 2021, fora da competição oficial do Festival de Cinema de Cannes, onde foi ovacionado.
No Brasil, foi lançado pela Imovision nos cinemas em 16 de junho de 2022.

## Recepção
No Rotten Tomatoes, o filme detém um índice de 80% de aprovação, com base em cinco criticas.